# Sebastián Driussi
Sebastian Driussi (ur. 9 lutego 1996) – argentyński piłkarz występujący na pozycji napastnika w klubie Austin FC. Były młodzieżowy reprezentant Argentyny

## Kariera Klubowa

### River Plate
2 grudnia 2013 Driussi zadebiutował w barwach pierwszej drużyny River Plate w meczu argentyńskiej Primera Division przeciwko Argentinos Juniors. 17-letni wówczas zawodnik rozpoczął spotkanie w wyjściowym składzie i został zmieniony w 73. minucie, a River Plate wygrało 1-0. Na pierwszego gola w lidze czekał jednak przeszło rok, kiedy to strzelił bramkę w zremisowanym 2-2 meczu z Unión de Santa 8 Marca 2015 roku.
Przełomowym sezonem w barwach River Plate był dla Argentyńczyka sezon 2016/17 w którym stał się podstawowym zawodnikiem zespołu. W 29 ligowych spotkaniach zdobył 17 bramek, a do tego dorobku dołożył 3 bramki w meczach fazy grupowej Copa Libertadores.

### Zenit Petersburg
8 lipca 2017 Driussi dołączył do drużyny Zenit Petersburg na cztery lata. Swoją pierwszą bramkę zdobył 22 lipca 2017 r. w wygranym meczu przeciwko Rubinowi Kazań.

## Tytuły
River Plate
- argentyńska Primera Division: 2014 Finał
- Copa Sudamericana: 2014
- Copa Libertadores: 2015
- Suruga Bank Championship: 2015
- Recopa Sudamericanа: 2016
- Puchar Argentyny: 2016

Argentyna U20
- Młodzieżowe Mistrzostwa Ameryki Południowej w Piłce Nożnej: 2015